# 헝가리 공로장

6급 훈장인 기사십자 헝가리 공로장

헝가리 공로장(헝가리어: Magyar Érdemrend)은 1946년에 제정된 헝가리의 훈장으로 기원은 헝가리 왕국 시절에 존재했던 헝가리 왕국 공로장이다. 이후 1949년에 폐지되었으나 공산 정권 붕괴 후인 1991년에 헝가리 공화국 공로장(헝가리어: Magyar Köztársasági Érdemrend)이라는 명칭으로 다시 제정되었다. 2011년 헝가리의 공식 국호 변경을 앞두고 헝가리 공로장으로 명칭을 변경했다.

## 등급
- 1등급:  대십자쇄장(Nagykereszt a nyaklánccal és az arany sugaras csillaggal)
- 2등급:  대십자(Nagykereszt)
- 3등급:  사령관십자성장(Középkereszt a csillaggal)
- 4등급:  사령관십자(Középkereszt)
- 5등급:  장교십자(Tisztikereszt)
- 6등급:  기사십자(Lovagkereszt)

## 구성
| 민간 훈장      | 민간 훈장 | 민간 훈장 | 민간 훈장 |
| -------------- | --------- | --------- | --------- |
| 대십자쇄장     |           |           |           |
| 쇄장           | 성장      | 대체 메달 |           |
| 대십자         |           |           |           |
| 수             | 성장      | 대체 메달 |           |
| 사령관십자성장 |           |           |           |
| 십자장         | 성장      | 대체 메달 |           |
| 사령관십자     |           |           |           |
| 십자장         | 대체 메달 | 대체 메달 |           |
| 장교십자       |           |           |           |
| 십자장         |           |           |           |
| 기사십자       |           |           |           |
| 십자장         |           |           |           |

| 군사 훈장      | 군사 훈장 | 군사 훈장 | 군사 훈장 |
| -------------- | --------- | --------- | --------- |
| 대십자         |           |           |           |
| 수             | 성장      | 대체 메달 |           |
| 사령관십자성장 |           |           |           |
| 십자장         | 성장      | 대체 메달 |           |
| 사령관십자     |           |           |           |
| 십자장         | 대체 메달 | 대체 메달 |           |
| 장교십자       |           |           |           |
| 십자장         |           |           |           |
| 기사십자       |           |           |           |
| 십자장         |           |           |           |